# All Night, All Right
Albums de The Ritchie Family
I'll Do My Best
All night, All right est le titre du neuvième et dernier album du groupe The Ritchie Family sorti en 1983.

## Autour de l'album
Le trio donne avec cet ultime album, un copié-collé de l'album précédent, dans l'espoir de réitérer le succès rencontré. Le look des chanteuses se veut résolument plus moderne. La production de l'album a été confiée à Gavin Christopher.
Dodie Draher, enceinte, laisse sa place à Linda James. Le seul et unique single extrait de l'album rencontrera un succès d'estime dans les clubs et se classera à la 77e place du hit R'n'B.
Le groupe retournera en studio pour enregistrer un album qui serait intitulé "Rodéo" qui n'arrivera pas dans les bacs car la production a été refusée.

## All night, All right

### Face A
- Real love 6.15 (mentionné 5.19)
- Stop and think 4.59 (mentionné 4.09)
- All night, all right 6.09
- I wanna be yours (feat. Miles J.Davis) 4.07

### Face B
- Live it up! 5.45
- Fantasy 5.21
- Cold winds 5.06
- Lost in your love 5.05

## Single
- All night, All right/Cold winds - HighFashion Music - Pays-Bas 7"
- All night, All right (5.35)/Cold Winds (5.11) - Zafiro records - Espagne 12"
- All night, All right (6.09)/instrumental (5.47) - RCA USA 12" promotionnel
- All night, All right (6.09)Fantsay (5!) - RCA USA 12"